# Сульфитный процесс

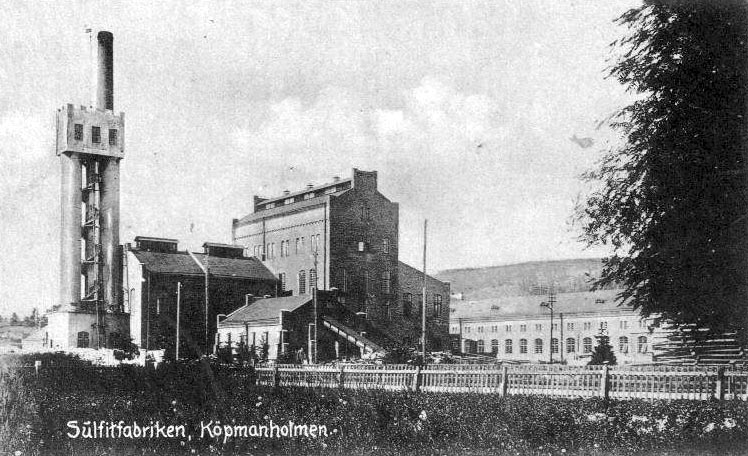
Сульфитное производство начала XX века

Сульфитный процесс — кислотный термохимический процесс делигнификации древесины с целью получения целлюлозы. Суть процесса заключается в обработке древесины варочным раствором, содержащим диоксид серы (SO2) и соли сернистой кислоты (сульфиты и гидросульфиты натрия, калия, аммония, кальция или магния) при повышенной температуре и давлении. Сульфитный процесс является вторым по распространённости (после сульфатного процесса) методом производства целлюлозы в мире. Целлюлозу, производимую методом сульфитной варки, называют сульфитной целлюлозой.

## Классификация способов сульфитной варки
Несмотря на общую схожесть, существует множество способов сульфитной варки, различающихся как химией, так и технологией процесса.
Классификация по числу стадий:
- одноступенчатые варки;
- двухступенчатые варки;
- трёхступенчатые варки.

Классификация по химии процесса:
- кислая сульфитная варка (pH≈1,0) — сульфитная варка с сернистой кислотой без использования основания;
- классическая сульфитная варка, или просто сульфитная варка (pH 1,5—2,0) — сульфитная варка в присутствии кальциевого, магниевого, натриевого или аммониевого основания или их смесей (активный анион: HSO3-);
- бисульфитная варка (pH 3,0—5,0) — сульфитная варка в присутствии повышенного количества кальциевого, магниевого, натриевого или аммониевого основания или их смесей (активный анион: HSO3-);
- нейтрально-сульфитная варка (pH≈7,0) — сульфитная варка в отсутствии свободного диоксида серы (активный анион: HSO3- и SO32−);
- щёлочно-сульфитная варка, или моносульфитная варка (pH 8,0—10,0) — сульфитная варка в избытке щелочи в растворе (активный анион: OH- и SO32−).